# 1026

## Esdeveniments

### Països Catalans
- 1 de febrer: Ermessenda de Carcassona atorga la famosa carta de població de Cervera.[1]

### Món
- Astúries, Regne de Lleó: el Monestir de Cartavio passa a ser propietat de l'església d'Oviedo.
- Desembocadura del riu Helgeå, Escània (Regne de Suècia): hi té lloc la batalla d'Helgeå, en la que les tropes daneses i angleses de Canut II derroten l'exèrcit combinat noruec i suec.
- Sind (actual Pakistan): un ismaïlita funda la dinastia de Sumra, que governarà la regió fins al 1351.
- Índia: neix l'Imperi Hoysala.
- 6-8 de gener - Kathiawar, Índia: Mahmud de Ghazna pren i destrueix el temple de Somnath.
- Finals de febrer: Enric VI (més endavant serà coronat Enric III del Sacre Imperi Romanogermànic) esdevé duc de Baviera.
- 23 d'agost: Ricard III de Normandia succeeix el seu pare, el duc Ricard II de Normandia (que morirà l'any següent).
- Tardor - Venècia: Petro Barbolano és nomenat Dux de Venècia.
- Tardor: Canut II de Dinamarca parteix en pelegrinatge fins a Roma, on assistirà a la coronació de Conrad II.
- 1 de desembre: Renginald I de Borgonya succeeix el seu pare Otó-Guillem de Borgonya com a comte de Borgonya.

## Naixements
- Gaitelgrima de Salern, princesa longobarda (m.1051).
- Antena, Ducat de Spoleto (Sacre Imperi Romanogermànic): Lidano d'Antena, abat i sant (m.1118).
- Nripa Kama II, rei Hoysala.
- Tostig Godwinson, comte anglosaxó de Northúmbria (m.1066).

## Necrològiques
- Adelaida d'Anjou, reina consort d'Aquitània (n.c.947).
- Enric V de Baviera, comte de Luxemburg.
- 21 de setembre: Otó-Guillem de Borgonya, compte de Borgonya i duc de Borgonya.